# Рохлін Лев Якович
Лев Якович Рохлін (6 червня 1947, Аральськ, Кизилординська область, Казахська РСР, CCCP — 3 липня 1998, с. Клоково, Наро-Фоминський район, Московська область, Росія) — радянський і російський військовий і політичний діяч, депутат Державної Думи РФ 2-го скликання, голова комітету Державної Думи РФ з оборони (1996—1998), генерал-лейтенант, засновник руху на підтримку армії. Активний учасник змови військових проти Президента РФ Бориса Єльцина.

## Біографія
Народився молодшим з трьох дітей у родині учасника німецько-радянської війни, політичного засланця Якова Львовича Рохліна. У 1948 році, через 8 місяців після народження сина, Яків Львович був заарештований та, ймовірно, помер у ГУТазі. Мати, Ксенія Іванівна Гончарова, одна виховувала трьох дітей.
Лев після закінчення 11 класів школи № 14 імені Н. К. Крупської міста Аральська, в тому ж році, вступив до Ташкентського вищого загальновійськового командного училища. У 1970 році закінчив Ташкентське вище загальновійськове командне училище, як і всі наступні навчальні заклади, з відзнакою. Потім служив в Групі радянських військ у Німеччині місто Вурцен, 242-й гв. мсп 20-ї гв. мсд. Вступив в Військову академію ім. М. В. Фрунзе, після її закінчення служив в Заполяр'ї, а також в Ленінградському, Туркестанському, Закавказькому військових округах, де був заступником командира корпусу (31 АК, ГрССР, Кутаїсі).

### Нарадянсько-афганській війні
У 1982—1984 роках проходив службу в Республіці Афганістан, спочатку на посаді командира 860-го окремого мотострілецького полку, що дислокувався у Файзабаді провінції Бадахшан. У червні 1983 року Рохлін був знятий з посади за невдалу, на думку командування, військову операцію, й призначений заступником командира 191-го окремого механізованого полку у місті Газні. Менш ніж через рік був відновлений на посаді. Був двічі поранений. останній раз — у жовтні 1984 року. По завершенні Ургунської операції вертоліт з Рохліним було збито й підполковник отримав численні поранення й перелом хребта, після чого був евакуйований до Ташкенту.

### Міжвоєнний час
Після Афганістану, в лютому 1985 року Рохліна призначено заступником командира 58-ї мотострілецької дивізії у Кизил-Арватові у Туркестанському ВО. За його ініціативи та активної участі проходить модернізація навчального центру дивізії в Кизинжиці.
У липні 1986 року Рохліну присвоєно звання полковника.
У зв'язку з хворобою сина, Рохлін переїхав до Грузії і в березні 1987 року призначений командиром 152-ї мотострілецької дивізії кадру в Кутаїсі.
Крім військової служби, Рохлін на новому місці займався облаштуванням спортивно-оздоровчого табору для допризовної молоді.
З січня по квітень 1990 командував 75-ю мотострілецькою дивізією, що 4 січня 1990 року передана з Закавказького військового округу Міністерства оборони СРСР до складу Закавказького прикордонного округу прикордонних військ КДБ СРСР (75-та мсд з 04.01.1990. до 23.09.1991 р., перебувала в підпорядкуванні Головного управління прикордонних військ КДБ СРСР). Активні дії з бойової підготовки особового складу дивізії запобігли захопленню озброєння і військової техніки місцевими мешканцями, що тоді відбувалося на решті території Азербайджанської РСР. Крім того, дивізія під командуванням Рохліна змогла припинити регулярний незаконний перетин кордону з боку Ірану. Це призвело до офіційних протестів іранської сторони.
У лютому 1990 року отримав звання генерал-майора. З 1991 командував 171-им гвардійським окружним навчальним центром (кол. 100-та гв. умсд) у місті Тбілісі. Командуючи навчальним центром, Рохлін зіткнувся з бойовиками воєнізованої грузинської організації Мхедріоні. Особовий склад піддавався нападам з боку бойовиків у столиці Грузії. У відповідь Рохлін здійснив без втрат розгром головної бази організації у «Комсомольському містечку» на околиці Тбілісі, що був колишньою базою відпочинку ВЛКСМ.
З відзнакою закінчив Військову академію Генерального штабу у 1993 році. З червня 1993 року був командувачем Волгоградського 8-го гвардійського армійського корпусу й начальником Волгоградського гарнізону.

### Наросійсько-чеченській війні
З 1 грудня 1994 року по лютий 1995 року очолював 8-й гвардійський армійський корпус у Чечні.
Корпус під командуванням генерал-лейтенанта Рохліна прибув з Волгограда під Кізляр. Далі, зробивши обманний маневр, корпус поїхав у Толстой-Юрт через дагестанські степи поза поселення Олександро-Невське, Солнєчне, Тереклі-Мектеб, Кумлі. Це убезпечило колону корпусу від нападу чеченського війська, що завдавали ударів по інших частинах та з'єднаннях російських військ, що висунулися в Чечню.
З прибуттям до Чечні у станицю Червлена, артилерія корпусу своїм ударом врятувала 81-й оперативний полк особливого призначення Внутрішніх військ МВС (в/ч 3709), коли на нього напала чеченська армія. Далі рохлінци зайняли рубіж по Терському хребту недалеко від Грозного. 15 січня 1995 року частини корпусу зосередилися у 1,5 км на схід від Толстой-Юрт.
Під його керівництвом здійснювалось взяття ряду районів Грозного, у тому числі президентського палацу. 17 січня 1995 року для контактів з чеченськими польовими командирами з метою припинення вогню військовим командуванням були призначені генерали Лев Рохлін й Іван Бабічев.
Пізніше Рохлін відмовився від присвоєння Героя Росії (за успішне взяття Грозного з мінімальними втратами), заявивши: «У громадянській війні полководці не можуть здобути славу. Війна в Чечні — не слава Росії, а її біда».

### Політична діяльність
3 вересня 1995 року в II з'їзді партії «Наш дім - Росія» (НДР) він посів 3-тє місце в партійному списку. У грудні 1995 роки Лев Рохлін був обраний депутатом Державної думи РФ 2-го скликання за федеральним списком виборчого руху «Наш дім — Росія». У січні 1996 року Лев Рохлін вступив в члени фракції «Наш дім — Росія». Був обраний головою комітету Державної Думи з оборони.
9 вересня 1997 року вийшов з руху «Наш дім — Росія».
Після цього, у вересні 1997 року, генерал створив власний політичний рух: «Рух в підтримку армії, оборонної промисловості та військової науки» (ДПА). До оргкомітету руху увійшли колишній міністр оборони Ігор Родіонов, колишній командувач ПДВ Владислав Ачалов, екс-глава КДБ Володимир Крючков.
20 травня 1998 був відсторонений від посади голови Комітету з оборони.
Вважається одним з найбільш активних опозиційних лідерів 1997—1998 років. У журналі «Русский репортер» стверджувалося, з посиланням на товаришів по службі і друзів Рохліна, що генерал готував змову з метою повалення президента Російської Федерації Бориса Єльцина і встановлення військової диктатури.
Помічник керівника Комітету з безпеки Державної думи В. Ілюхін описав сценарій запланованого відсторонення Єльцина і його оточення від влади: проводиться масовий мітинг, учасники вимагають відставки вкрай непопулярних президента і уряду. Оскільки Єльцин мав твердий намір не йти у відставку і був здатний на порушення Конституції і застосування сили — при виникненні загрози для мітингувальників в Москву планувалося ввести війська для їх захисту. Незважаючи на «чистку» армії і завдяки непопулярній політиці Єльцина, Рохлін знайшов багато співчуваючих командирів, що обіцяли підтримку. Єльцин і його оточення змогли підняти проти себе не тільки збіднілих росіян — навіть олігарх Гусинський пропонував Рохліну профінансувати замах на Єльцина, але Рохлін відмовився. За даними Олексанра Лебедя, він все одно користувався грошами АТ групи «Мост» для зустрічей з представниками громадськості та, ймовірно, для польотів регіонами. Вбивство Рохліна порушило ці плани, але спроба імпічменту була проведена, і це могло вплинути на рішення Єльцина піти у відставку пізніше.
За розповідями близьких був активним учасником спроби військового перевороту проти президента РФ Б. Єльцина.

### Вбивство
В ніч з 2 на 3 липня 1998 року знайдений вбитим на власній дачі в сельщі Клоково Наро-Фомінського району Московської області. За офіційною версією, у сплячого Рохліна стріляла його дружина, Тамара Рохліна, причиною була названа родинна сварка. Похований 7 липня 1998 року на Троєкуровському кладовищі.

## Нагороди
Нагороджений орденом Червоного Прапора, двома орденами Червоної Зірки (в тому числі за участь в афганській війні), орденом «За службу Батьківщині в Збройних Силах СРСР» 3-го ступеня, медалями: за бездоганну службу та ювілейними, а також афганськими нагородами: орденом Червоного Прапора і медаллю «Воїну-інтернаціоналісту від вдячного афганського народу».
Як один з керівників штурму Грозного в 1994 році, за інформацією деяких засобів масової інформації, був в січні 1995 року представлений, але відмовився від вищого звання Героя Російської Федерації, заявивши, що не має морального права отримувати цю нагороду за бойові дії на території своєї країни.

## Пам'ять
6 червня 2001 року на його могилі було встановлено надгробний пам'ятник.
У селі Вілга Прионезького району Карелії є вулиця Льва Рохліна, на будинку № 1 якої, що належав Льву Рохліну, встановлено пам'ятну дошку.